# (6991) Chichibu
(6991) Chichibu est un astéroïde de la ceinture principale.

## Description
(6991) Chichibu est un astéroïde de la ceinture principale. Il fut découvert le 6 janvier 1995 à Oizumi par Takao Kobayashi. Il présente une orbite caractérisée par un demi-grand axe de 2,40 UA, une excentricité de 0,20 et une inclinaison de 5,8° par rapport à l'écliptique.

## Compléments